# Pieńsk (przystanek kolejowy)
Pieńsk – posterunek odgałęźny, przystanek osobowy i ładownia w Pieńsku, w Polsce, w województwie dolnośląskim, w powiecie zgorzeleckim.

## Ruch pasażerski
| Rok  | Wymiana pasażerska na dobę |
| ---- | -------------------------- |
| 2017 | 300-499                    |
| 2022 | 500-699                    |